# Lucjan Karasiewicz
Lucjan Dominik Karasiewicz (ur. 10 lipca 1979 w Tarnowskich Górach) – polski polityk, poseł na Sejm V i VI kadencji.

## Życiorys
Jest absolwentem II LO im. Stanisława Staszica w Tarnowskich Górach. Ukończył studia magisterskie z zakresu politologii na Uniwersytecie Śląskim, magisterskie z ekonomii na Akademii Ekonomicznej w Katowicach i licencjackie z administracji na Uniwersytecie Jagiellońskim. Był dyrektorem wojewódzkiego biura parlamentarnego Prawa i Sprawiedliwości w Katowicach i asystentem europosła Wojciecha Roszkowskiego. Od 2002 do 2005 pełnił funkcję radnego i przewodniczącego rady gminy w Koszęcinie.
W 2005 z listy Prawa i Sprawiedliwości został wybrany na posła V kadencji w okręgu częstochowskim. W wyborach parlamentarnych w 2007 po raz drugi uzyskał mandat poselski, otrzymując 10 938 głosów. Zasiadał w Komisji Skarbu Państwa oraz Komisji Finansów Publicznych.
W kwietniu 2008 wystąpił z PiS, w październiku tego samego roku został członkiem koła poselskiego Polska XXI. W październiku 2009 przystąpił do nowo utworzonego koła parlamentarnego Polska Plus, a w styczniu 2010 został sekretarzem zarządu nowo powstałej partii o tej samej nazwie. 25 września 2010 wraz z innymi członkami Polski Plus, po samorozwiązaniu tej partii, przystąpił ponownie do Prawa i Sprawiedliwości.
W grudniu 2010 wystąpił z Prawa i Sprawiedliwości i przeszedł do klubu parlamentarnego Polska Jest Najważniejsza. Przystąpił też do zarejestrowanej w 2011 partii o tej nazwie. W 2011 nie uzyskał reelekcji w wyborach parlamentarnych.
W grudniu 2013 został pełnomocnikiem nowo powstałej partii Polska Razem (współtworzonej przez działaczy PJN) na okręg częstochowski. W 2016 jako bezpartyjny kandydował z własnego komitetu w wyborach uzupełniających na wójta gminy Koszęcin, zajmując 3. miejsce spośród 7 kandydatów. W 2018 z listy KWW Ziemi Lublinieckiej także bez powodzenia startował do rady powiatu lublinieckiego.